# ウジダ
ウジダ（Oujda）は、モロッコの都市。人口約50万人。オリアンタル地方の州都であり、モロッコ東部の中心都市である。
モロッコ最東端の都市であり、アルジェリア国境とは15kmしか離れていない。アトラス山中に位置しており、地中海からは60km離れている。標高550m。

## 経済
ウジダ近郊には肥沃な農地が広がり、オリーブやブドウなどの果樹栽培とその集散地として栄えている。また、アルジェリアとの国境に近いため貿易も盛んである。フェズやカサブランカを通ってマラケシュまで向かう鉄道の起点であり、南にもサハラ砂漠の中のブアルファまで路線が延びている。また、国境を越えてアルジェリアのトレムセンへ向かう道路も通じている。空港もある。

## 歴史
ウジダは944年、ゼナタ族の族長であるジリ・イブン・アティアによって建設された。1070年にムラービト朝の支配下に入り、その後マリーン朝、アラウィー朝（現モロッコ王朝）、フランスと支配者が変わった。

## 交通

### 空港
- ウジダ・アンガデス空港（英語版）

## 関係者
出身者
- ナタリー・ドロン（女優）

## 姉妹都市
- ジッダ、サウジアラビア
- トロウブリッジ、イギリス
- スルト、リビア
- リール、フランス
- オラン、アルジェリア
- スヴラン、フランス
- エクス＝アン＝プロヴァンス、フランス
- シント＝ヤンス＝モーレンベーク、ベルギー
- ジュイ＝ル＝ムティエ、フランス